# عمر النصف الحيوي

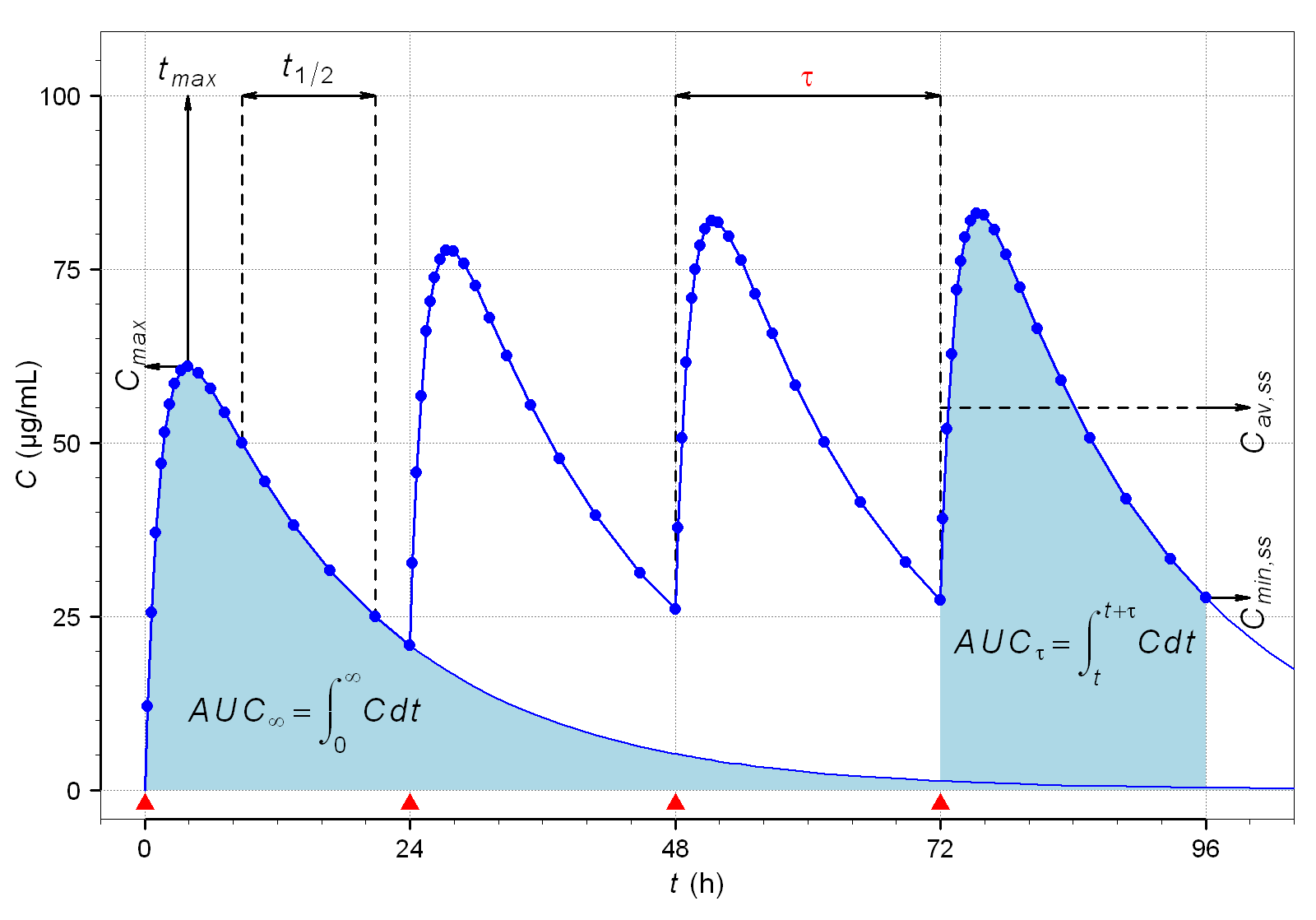

عمر النصف الحيوي أو نصف العمر الحيوي هو الوقت الذي تفقد خلاله مادة فعالة حيوياً نصف نشاطها الدوائي أو الفيسولوجي للجسم، وهو من المعالم الهامة في الحركيات الدوائية.
عمر النصف هو الزمن t½ الذي تستغرقة مادة في جسم إنسان أو حيوان أو نبات أو وحيد الخلية حتى يتحلل نصفها أو يخرج من الجسم نصف المادة خلال عمليات حيوية. قد تكون المادة مادة مشعة أو مادة سامة أو دواء، كما يمكن أن تكون مادة حيوية فيسيولوجية من جسم الإنسان.
في الحركية الدوائية يعرف عمر النصف بأنه الزمن الذي ينخفض خلاله تركيز دواء في جسم الإنسان إلى النصف، سواء بتفاعله في التمثيل الحيوي أو بخروجه من الجسم. وقد يكون عمر النصف ناشئا عن عمليات مختلفة تختلف أزمنة تفاعلاتها في جسم ما أو أزمنة إخراجها منه، فينخفض تركيزها تدريجيا في الجسم إلى النصف.

## الأمثلة

### المياه
نصف العمر البيولوجي للمياه في جسم الإنسان هو حوالي 7-14 يوما. ويمكن أن يتغير بسبب السلوك. فشرب كميات كبيرة من الكحول سوف يقلل من نصف العمر البيولوجي للمياه في الجسم.

### الوصفة الطبية الموحدة للأدوية
| المادة       | عمر النصف البيولوجي                                         |
| ------------ | ----------------------------------------------------------- |
| الأدينوزين   | <10 ثواني                                                   |
| نوربينفرين   | 2 دقائق                                                     |
| اوكزالبلاتين | 14 دقيقة                                                    |
| سالبوتامول   | 1.6 ساعة                                                    |
| زالبلون      | 1–2 ساعة                                                    |
| مورفين       | 2–3 ساعة                                                    |
| ميثوتركسيت   | 3–10 ساعة (جرعات قليقة), 8–15 ساعة (جرعات عالية)            |
| فينيتوين     | 12–42 ساعة                                                  |
| ميثادون      | 1515 ساعة إلى 3 أيام، في حالات نادرة تصل إلى 8 أيام         |
| بيوبرينورفين | 16–72 ساعة                                                  |
| كلونازيبام   | 18–50 ساعة                                                  |
| ديازيبام     | 20-100 ساعة (المستقلب النشط، نوردازيبام 1.5-8.3 أيام)       |
| فلورازيبام   | 0.8-4.2 أيام (المستقلب النشط، ديسفلورازيبام 1.75-10.4 أيام) |
| دونوبيزيل    | 70 ساعات (تقريبا)                                           |
| فلوكسيتين    | 4–6 أيام (الأيض محبة للدهون النشطة 4-16 أيام)               |
| دوتاستيريد   | 5 أسابيع                                                    |
| أميودارون    | 25–110 يوما                                                 |
| بيداكيلين    | 5.5 شهور                                                    |

### المعادن
ويتراوح عمر النصف البيولوجي للسيزيوم لدى الإنسان بين شهر وأربعة أشهر. ويمكن اختصار هذا عن طريق تغذية الشخص بأزرق بروسيا. الأزرق البروسي في الجهاز الهضمي بمثابة مبادل للأيونات الصلبة التي تمتص السيزيوم في حين يتم الإفراج عن أيونات البوتاسيوم.